# 舞園かりん
舞園 かりん（まいぞの かりん、1995年6月1日）は、日本のAV女優。エイトマン所属。2018年2月にAV引退。

## 趣味・特技
h.m.pサイト上で公表している趣味は読書、ショッピング。特技はイラスト。 

## 略歴・人物
兵庫県神戸市出身。2014年9月、アダルトビデオメーカー・h.m.pの専属女優としてデビューしたロリ系AV女優。2015年7月、ドグマの撮影を撮り終えた。2017年4月から撮影を再開し舞園かりん復活となる。

## 出演作品

### アダルトDVD
2014年
- ウブなのにパイパンでスパンキング好き AV女優になりたくて神戸から応募してきたタメ語のお嬢様が処女喪失デビュー（9月5日、h.m.p）
- 妄想 コスプレ美少女 セックス大好き宣言! 2回目からはもう快感（10月3日、h.m.p）
- ムラムラし過ぎるメガネ腐女子の呆れたマゾ妄想（11月7日、h.m.p）
- 性的虐待してください…。（12月13日、オーロラプロジェクト）

2015年
- 修学旅行生×えっちな課外授業 1本のデカちんを友達3人でキツキツちびマンにハメ比べちんちん研究! 友達みんなで初めてのなかよし絶頂セックス♥（1月8日、SODクリエイト）共演:春海紗奈 ほか　他出演:小澤ゆうき、加賀美シュナ、杏咲望
- フリルの服とセーラー服の少女に大量中出し（1月13日、無垢）※「そのか」名義
- 女先輩にHの練習だからとお願いしまくって素股してたら「あっ!生で入っちゃった!」気持ち良いからそのまま中出し 2（1月15日、LOTUS）他出演:あおば結衣、加賀美シュナ、夏海いく
- 2015年SOD女子社員 内定者 性感度健診!!（2月5日、SODクリエイト）共演:三井那奈、宇田優香、高槻真里菜、金本凛　※「狩野舞」名義
- 女子校生 中出し20連発（2月5日、アイエナジー）
- マジックミラー便 都内有数の名門大学に通う高学歴女子大生 生まれて初めての素股編 ギンギンに勃起したデカチンを素人娘が赤面マンコキ! 恥ずかしさと気持ちよさで濡れ出したオマ○コにヌルっと挿入! vol.02（2月19日、ディープス）他出演:ひろみ、ゆか、なおこ、まりの、なつか、さえこ、みはる、みさと、まり　※「しょうこ」名義
- 姪っ子がエロすぎて…（2月19日、ドグマ）
- 愛液が太ももを滴るほどの快感 30分マ○コをいじる超粘着痴漢 2（3月5日、ナチュラルハイ）他出演:星野ひびき、早瀬ありす ほか
- 舞園かりんベスト4時間（3月6日、h.m.p）※総集編
- 壁!机!椅子!から飛び出る生チ○ポが人気の進学校 『都立しゃぶりながら高校』 …さらにハメながら!! 汗を流した部活動&涙の教育実習編（5月9日、SODクリエイト）共演:市川まさみ、水希杏、陽木かれん、涼南佳奈、手嶋ゆな、春海紗奈、浅倉あすか、竹内真琴
- JK12人のエッチなおま○こがい〜っぱい♥ 語り掛け自画撮り指だけオナニー 私と一緒にいこうね♥（5月15日、プリモ）他出演:夏海いく、青井いちご、小司あん、桜木郁、小谷みく、青島かえで、夏芽ひなた、逢沢るる、高木愛美、夏海花凛、美沢優
- 痴漢“変態化”計画 立ちオナニーを強要され絶頂する女子校生（5月21日、ナチュラルハイ）他出演:みづのみう、阿部乃みく、なつめ愛莉、白咲碧
- マシンバイブで犯されて、ケタケタ笑いながらイキ狂う生徒会長（6月6日、サディスティックヴィレッジ）